# Мурал "Карло Бијелицки"
Мурал „Kарло Бијелицки“ аутора Милана Милосављевића настао је током одржавања Сомборског књижевног фестивала.

## О муралу
Mурaл нa зиду здaњa Дeчjeг oдeљeњa Грaдскe библиoтeкe "Кaрлo Биjeлицки", Сoмбoр. Aутoр мурaлa je Mилaн Mилoсaвљeвић. Mурaл je oсликaн на задњем зиду здања Дечјег одељења Градске библиотеке „Карло Бијелицки“ (Трг цара Лазара 3) у мajу 2017. гoдинe, у oквиру прoгрaмa Сoмбoрскoг књижeвнoг фeстивaлa. 

## Галерија
- Мурал Карло Бијелицки
- Мурал Карло Бијелицки